# Damsigt
Damsigt is een woonwijk in het oosten van de Nederlandse plaats Voorburg.
Damsigt wordt begrensd door de RandstadRail (de voormalige Hofpleinlijn) in het zuidwesten, de Prins Bernardlaan in het noordwesten, de Looierslaan en de sportvelden aan de Veurselaan in het noordoosten en het Sijtwendetracé van de N14 in het zuidwesten.
Damsigt bestaat uit drie gedeelten:
- de oude wijk Damsigt rond het Oosteinde, gebouwd in de jaren twintig;
- de wijk tussen de Rodelaan en de Hofpleinlijn, gebouwd rond 1977;
- een nieuwbouwwijk bij het Sijtwendetracé, gebouwd rond het jaar 2000.

Het gebied tussen Vliet en Oosteinde is al eeuwen een geliefde woonplaats. Hier waren in vroeger eeuwen vele buitenplaatsen te vinden. Damsigt is genoemd naar het verdwenen buiten Damsigt. Tegenwoordig staat op die plaats kantoorbebouwing.
Damsigt is goed ontsloten: de wijk ligt aan de N14 en heeft in het zuidwesten van de wijk een metro- en sneltramhalte, Leidschendam-Voorburg.